# Хуан Чунь-мин
Хуан Чунь-мин (кит. трад. 黃春明, пиньинь Huáng chūnmíng, палл. Хуан Чуньмин) — тайваньский писатель, видный представитель почвеннического течения в тайваньской литературе в 1970-х годах; его рассказы, романы и пьесы для детей переводились на японский, корейский, английский, французский, немецкий и другие языки.

## Биография
Хуан Чунь-мин родился в 1935 году в городке Лодун в сельской местности уезда Илань на северо-востоке Тайваня, в период японского колониального правления. Будучи студентом, Хуан Чунь-мин очень рано находит свое призвание в литературе. В 1956 году он опубликовал свой первый рассказ «Дворничий сын» (《清道夫的孩子》).
Работая учителем, радиоведущим и сотрудником рекламных агентств, постоянно публиковался в литературных журналах. С конца 1960-х годов его известность росла в связи с публикацией рассказов и романов. В 1980-х годах несколько его работ были вынесены на большой экран авторами тайваньской «Новой волны», в том числе фильм «Большая кукла сына» режиссера Хоу Сяосяня, снятый по мотивам одноименной повести Хуан Чунь-мина. 
С 1990-х годов Хуан Чунь-мин стремился привлечь внимание молодой аудитории. Он опубликовал серию текстов для детей, которые проиллюстрировал своими коллажами, и основал театральную группу для детей «Отряд большой рыбы Хуан», с которой ежегодно гастролировал по острову. Наряду с этим Хуан продолжал публиковать художественные тексты для взрослой аудитории, в основном в виде рассказов. В 2005 году он основал литературный журнал «Девять поворотов и восемнадцать изгибов», а с 2012 по 2020 год руководил литературным кафе в городе Илань.

## Основные произведения
Хуан Чун-мина считают одним из главных представителей почвеннического направления «литературы родных краев» 1960-х и 1970-х годов. Его самые известные рассказы неотрывно связаны с реалиями тайваньской жизни тех лет. Представители этого направления противопоставляли свое творчество антикоммунистической и ностальгической литературе о потерянном Китае, продвигаемой режимом Чан Кай-ши в предыдущие годы.
Хуан также известен сатирическими, но бескомпромиссными портретами несчастных маленьких людей, маргиналов, как в повестях «Большая кукла сына» (1968) или «Вкус яблок» (1972), изображением невинных жертв, как в «Днях, когда она смотрела на море» (《看海的日子》, 1967, экранизирован Ван Туном в 1983) или в рассказе «Гонг» ( 《鑼》, 1974).
В других работах он с язвительной иронией обличает отчуждение тайваньцев, слишком неуверенных в себе и страдающих от чувства неполноценности по сравнению с американской и японской культурами в частности, как, например, в рассказах  «Саёнара, или до свидания» (《莎喲娜啦．再見》, 1973), «Маленькие вдовы» (《小寡婦》, 1975) или «Я люблю Мэри» (《我愛瑪莉》, 1977).
С 1980-х годов Хуан Чун-мин интересуется судьбой пожилых людей, оказавшихся на периферии тайваньского экономического чуда, как в «Освобождении» (《放生》, 1987).
В 2019 году, в возрасте 84 лет, он вернулся к форме романа и опубликовал в течение года два своих самых длинных художественных произведения: «Вслед за маленькой птичкой» (《跟著寶貝兒走》, 2019) и «Смеющаяся девчушка Сю-цинь» (《秀琴，這個愛笑的女孩》, 2020).
Гуманист Хуан Чунь-мин всегда держит юмористическую дистанцию в отношении того, что он описывает. Его обманчиво наивный стиль дает голос обездоленным, интегрируя в письменный и литературный китайский язык обороты фраз и формулы, характерные для разговорного языка и тайваньских диалектов.